# Sukinahito ga iru koto
Sukinahito ga iru koto (好きな人がいること?), conosciuto anche col titolo inglese A Girl and Three Sweethearts è un dorama stagionale estivo del 2016 con la partecipazione di Mirei Kiritani, Kento Yamazaki, Shōhei Miura e Shūhei Nomura. 
È andato in onda ogni lunedì alle ore 21:00 su Fuji Television a partire dall'11 luglio del 2016.

## Trama
Misaki Sakurai è un'esperta di pasticceria che sogna di avere una propria attività. Si è sempre concentrata troppo sul suo lavoro per poter gestire al meglio i propri affari privati e soprattutto sentimentali. Un brutto giorno però viene malamente licenziata e comincia ad incontrare una certa difficoltà di reinserimento. Poco dopo gli capita di incontrare nuovamente il suo primo amore della scuola secondaria, Chiaki.
Appresa la situazione, grazie a lui può in tal maniera trovare un impiego part time, per il periodo estivo, esattamente nel ristorante di proprietà dell'amico-confidente e vi si trasferisce. Mentre trascorre così la nuova esperienza lavorativa, si rende velocemente conto che anche i due fratelli più giovani di Chiaki, ossia Toma e Kanata, lavorano lì (rispettivamente come cameriere e chef).

## Cast
- Mirei Kiritani - Misaki Sakurai, pasticciera
- Kento Yamazaki - Kanata Shibasaki, chef del ristorante
- Shōhei Miura - Chiaki Shibasaki, proprietario del ristorante
- Shūhei Nomura - Toma Shibasaki, cameriere che frequenta ancora la scuola
- Sakurako Ōhara - Manami Nishijima
- Kenta Hamano - Nobuyuki Himura
- Hinako Sano - Mikako Okuda
- Marie Iitoyo - Fuka Ninomiya
- Nanao (modella) - Kaede Takatsuki
- Kōtarō Yoshida (attore) - Ryo Higashimu
- Junko Abe
- Kang Ji-young (cameo)

## Episodi
| Episodio | Data           | Titolo                   | Tit. romanizzatoo               | Tit. inglese                                 | Regista    | Rating (%) | Note                                                                                            |
| -------- | -------------- | ------------------------ | ------------------------------- | -------------------------------------------- | ---------- | ---------- | ----------------------------------------------------------------------------------------------- |
| 1        | 11 luglio 2016 | 最高の再会、最低の出会い | Saikō no saikai, saitei no deai | Best of reunion, the lowest of the encounter | Hiro Kanai | 10.1%      |                                                                                                 |
| 2        | 10 luglio      | 最高のご褒美             | Saikō no go hōbi                | Best reward                                  | Hiro Kanai | 10.4%      |                                                                                                 |
| 3        | 25 luglio      | 好きです                 | Sukidesu                        | I like it                                    | Hiro Kanai | 8.7%       |                                                                                                 |
| 4        | 1º agosto      | つのる想い               | Tsunoru Omoi                    | Thought to raise                             | Hiro Kanai | 9.5%       | Shuhei Nomura, Kenta Hamano, Miami D has also appeared in the sub-audio                         |
| 5        | 8 agosto       | 告白                     | Kokuhaku                        | Confessions                                  | Hiro Kanai | 8.4%       |                                                                                                 |
| 6        | 15 agosto      | 彼の真実                 | Kare no shinjitsu               | His truth                                    | Hiro Kanai | 8.3%       | Miura Shohei & Shuhei Nomura appeared in the sub-audio                                          |
| 7        | 29 agosto      | 君の傍にいたい           | Kimi no hata ni itai            | I want to be your neighbor                   | Hiro Kanai | 8.2%       |                                                                                                 |
| 8        | 5 settembre    | 運命の夜                 | Unmei no yoru                   | Fateful night                                | Hiro Kanai | 7.7%       |                                                                                                 |
| 9        | 12 settembre   | KISS                     | KISS                            | Kiss                                         | Hiro Kanai | 9.4%       | Mirei Kiritani, Kento Yamazaki and Ryota Fujino producer also appeared in the sub-audio project |
| 10       | 19 settembre   | それだけ。               | Sore dake                       | That's all                                   | Hiro Kanai | 8.4%       |                                                                                                 |

L'episodio numero 7 non è andato in onda come previsto lunedì 22 agosto del 2016 a causa della trasmissione dei Giochi della XXXI Olimpiade di Rio de Janeiro; ha dovuto di conseguenza essere posticipato di una settimana.

## Visione internazionale
In Indonesia, Birmania, Singapore, Thailandia, Sri Lanka, Vietnam e Mongolia il dorama è stato trasmesso su "WakuWaku Japan" con una varietà di sottotitoli e con il titolo internazionale di A Girl and Three Sweethearts.